# TJ Tesla Brno
TJ TESLA BRNO je druhá největší tělovýchovná jednota v Brně. Tělovýchovná jednota jako sportovní klub s právní subjektivitou je registrována jako spolek a v současné době sdružuje několik oddílů v různých sportovních odvětvích s celkovým počtem cca 1100 členů.

## Oddíly
- basketbal
- horolezectví
- kanoistika
- karate
- kulturistika
- lyžování
- moderní gymnastika
- orientační sporty
- paramont
- rychlostní plavání
- synchronizované plavání
- turistika
- volejbal

## Areály a zařízení TJ
- Sportovní areál Brno - Lesná
- Loděnice Brno - Komín

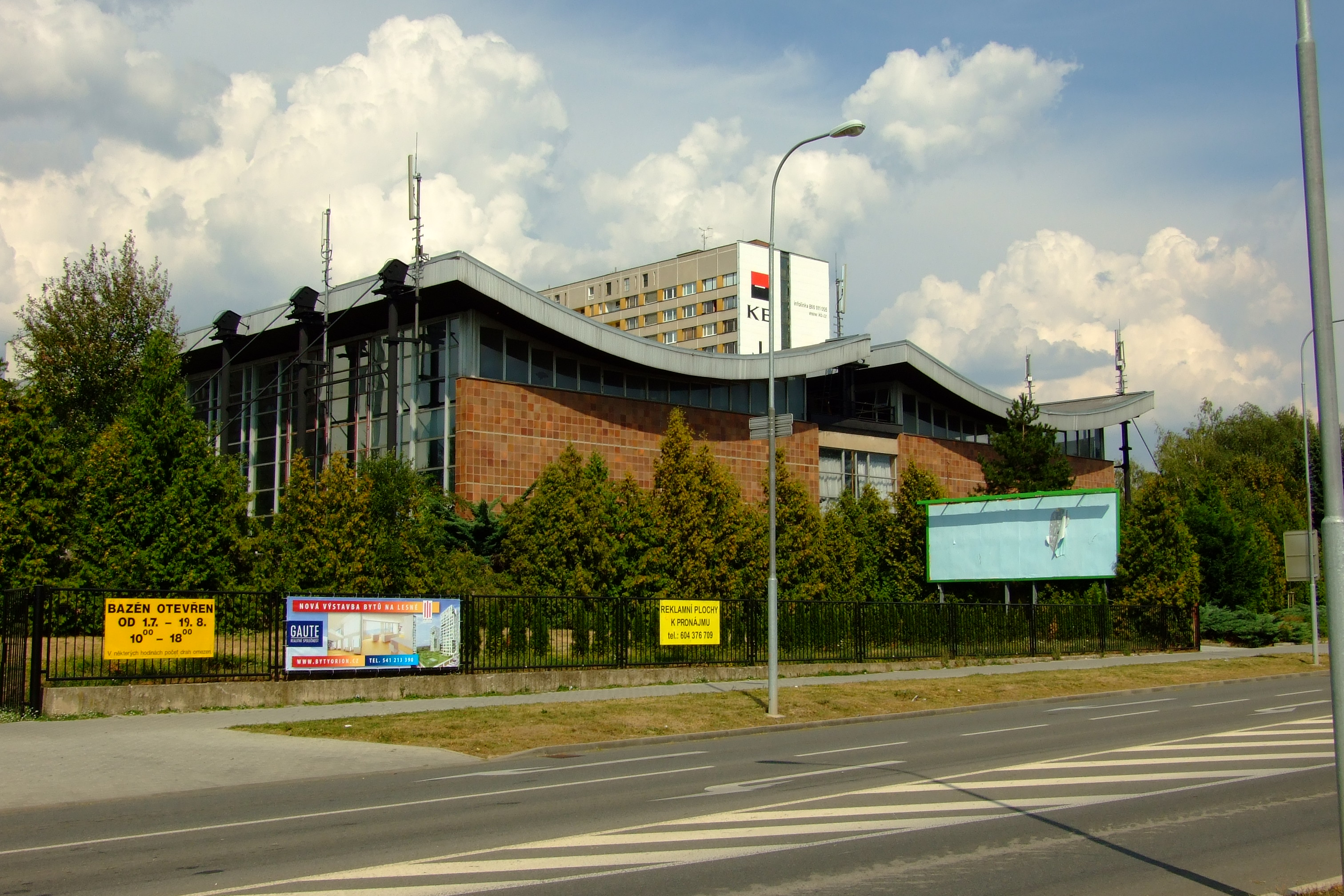
Sportovní areál Brno-Lesná (v levé části je bazén a v pravé hrací plocha pro míčové sporty s menší tribunou)

- Turistická chata na Ramzovském sedle (Jeseníky)